# USS English (DD-696)
El USS English (DD-696), llamado así en honor al almirante Robert H. English, fue un destructor de la clase Allen M. Sumner que sirvió en la Armada de los Estados Unidos entre 1944 y 1970. Posteriormente sirvió en la marina de guerra de la República de China entre 1970 y 1999 como Huei Yang.

## Construcción
Construido por el Federal Shipbuilding and Dry Dock Co. (Nueva Jersey), fue colocada su quilla el 19 de octubre de 1943. El casco fue botado el 27 de febrero de 1944; y entró en servicio el 4 de mayo de 1944.

## Historia de servicio
La US Navy le dio la baja el 15 de mayo de 1970 y el destructor fue transferido a la marina de guerra de la República de China el 11 de agosto del mismo año. Su nombre cambió a Huei Yang y prestó servicio hasta su retiro final el 16 de agosto de 1999. Fue hundido como blanco naval en el año 2003.